# Фед куп 2011 — Евроафричка зона
Евроафричка зона је једна од три зоне регионалног такмичења у Фед купу 2011.
Све екипе ове зоне подељене се на основу прошлогодишњег успеха у три групе.

## Прва група
Такмичење се одржало на теренима Градског тениског клуба у Еилату, Израел од 2. — 5. фебруара 2011.. Играло се на отвореном на теренима са тврдом подлогом.
Ових 15 репрезентација су подељене у четири групе: три са четири екипе и једна са три. У групи се играло по једноструком лига систему, свако са сваким по један меч. Победници група пласирали су се у мини плеј оф, а екипе победнице овог плеј офа ће у априлу месецу играти у плеј офу Светске групе II.
- Група А:  Швајцарска,  Уједињено Краљевство,  Данска
- Група Б:  Пољска,  Израел,  Бугарска,  Луксембург
- Група Ц:  Белорусија,  Аустрија,  Хрватска,  Грчка
- Група Д:  Холандија,  Мађарска,  Румунија,  Летонија

|    | Група А              | Швајцарска | Уједињено Краљевство | Данска |
| 1. | Швајцарска           | ХХХ        | 2-1                  | 2-1    |
| 2. | Уједињено Краљевство | 1-2        | ХХХ                  | 2:1    |
| 3. | Данска               | 1-2        | 1-2                  | ХХХ    |

|    | Група Б    | Пољска | Израел | Бугарска | Луксембург |
| 1. | Пољска     | ХХХ    | 2-1    | 1-2      | 2-1        |
| 2. | Израел     | 1-2    | ХХХ    | 2-0      | 3-0        |
| 3. | Бугарска   | 2-1    | 0-2    | ХХХ      | 1-2        |
| 4. | Луксембург | 1-2    | 0-3    | 2-1      | ХХХ        |

|    | Група Ц    | Белорусија | Аустрија | Хрватска | Грчка |
| 1. | Белорусија | ХХХ        | 3-0      | 3-0      | 3-0   |
| 2. | Аустрија   | 0-3        | ХХХ      | 0-3      | 3:0   |
| 3. | Хрватска   | 0-3        | 3-0      | ХХХ      | 0-3   |
| 4. | Грчка      | 0-3        | 0:3      | 3-0      | ХХХ   |

|    | Група Д   | Холандија | Мађарска | Румунија | Летонија |
| 1. | Холандија | ХХХ       | 3-0      | 3-0      | 3-0      |
| 2. | Мађарска  | 0-3       | ХХХ      | 1-2      | 3-0      |
| 3. | Румунија  | 0-3       | 2-1      | ХХХ      | 2-1      |
| 4. | Летонија  | 0-3       | 0-3      | 1-2      | ХХХ      |

## Доигравање (пле-оф)
Победнице група играле су меч са жребом одређеним противником. Победнице ових мечева ће 16- 17. априла играти у плеј офу за пласман у Светску групу II 2012.
Мечеви су одиграни 5. фебруара.
| 1. екипа   | Резултат | 2. екипа  |
| ---------- | -------- | --------- |
| Белорусија | 2:0      | Пољска    |
| Швајцарска | 2:1      | Холандија |

Белорусија и Швајцарска су се квалификовале за доигравање (плеј оф) за улазак у Светску групу II 2012.

## Разигравање за опстанак у Првпј групи
Последње пласиране екипе из група играле су меч са жребом одређеним противником. Победници ових мечева су остали у Првој групи Евроафричке зоне 2012, а поражени су ипали у Другу групу Евроафричке зоне 2012
Мечеви су одиграни 5. фебруара.
| 1. екипа | Резултат | 2. екипа |
| -------- | -------- | -------- |
| Грчка    | 2:1      | Данска   |
| Бугарска | 2:1      | Летонија |

Грчка и Бугарска су остале у Првој групи Евроафричке зоне 2012, а Данска и Летонија су ипали у Другу групу Евроафричке зоне 2012